# فيكرز في سي 1 فايكنغ
فيكرز في.سي.1 فايكينغ (بالإنجليزية: Vickers VC.1 Viking)،  هي طائرة ركاب بريطانية ثنائية المحرك قصيرة المدى، طُوِّرت انطلاقًا من قاذفة القنابل فيكرز ويلينغتون، صُنعت من قِبل شركة فيكرز-أرمسترونغ المحدودة في بروكلاندز قرب وِيبريدج في مقاطعة سَري.
كانت الفايكينغ من الطائرات المدنية المهمة لدى شركات الطيران البريطانية بعد الحرب العالمية الثانية، إلى حين دخول الطائرات التوربينية مثل فيسكاونت مرحلة التشغيل. وقد جُهِّز هيكل تجريبي من الطائرة بمحركات رولز رويس نيني النفاثة، وحلّق لأول مرة عام 1948 ليصبح أول طائرة نقل نفاثة بالكامل في العالم. ومن الطرازات العسكرية المشتقة عنها طائرتا فيكرز فاليتا وفيكرز فارسيتي.